# Ка Басоне (Болоња)
Ка Басоне је насеље у Италији у округу Болоња, региону Емилија-Ромања.
Према процени из 2011. у насељу је живело 26 становника. Насеље се налази на надморској висини од 42 м.